# ساي مورغان
ساي مورغان (بالإنجليزية: Cy Morgan) هو لاعب كرة قاعدة أمريكي، ولد في 10 نوفمبر 1878 في بوميروي في الولايات المتحدة، وتوفي في 28 يونيو 1962 في ويلينغ في الولايات المتحدة.

## وصلات خارجية
- ساي مورغان على موقعبيزبول رفرنس.كوم (الدوري الرئيسي) (الإنجليزية)
- ساي مورغان على موقعبيزبول رفرنس.كوم (الدوري الثانوي) (الإنجليزية)